# Akindji
Akıncı (i försvenskad stavning även akindji; turkisk plural: Akıncılar) var ett kavalleritruppslag inom det osmanska rikets militär. De var en av rikets första militärgrupper av äldre turkisk härkomst. De var kända för sin skicklighet med bågen, men kunde även strida stabilt under närstrid med hjälp av sadelns unika konstruktion. I och med krigsutvecklingen började kavalleriet så småningom använda sig av skjutvapen i form av pistoler och gevär. 